# Sutton Montis
Sutton Montis lub Sutton Montague – wieś w Anglii, w Somerset, w dystrykcie (unitary authority) Somerset, w civil parish South Cadbury. W 1931 roku civil parish liczyła 148 mieszkańców. Sutton Montis jest wspomniana w Domesday Book (1086) jako Sutone/Sutuna.